# Daniel Radmann

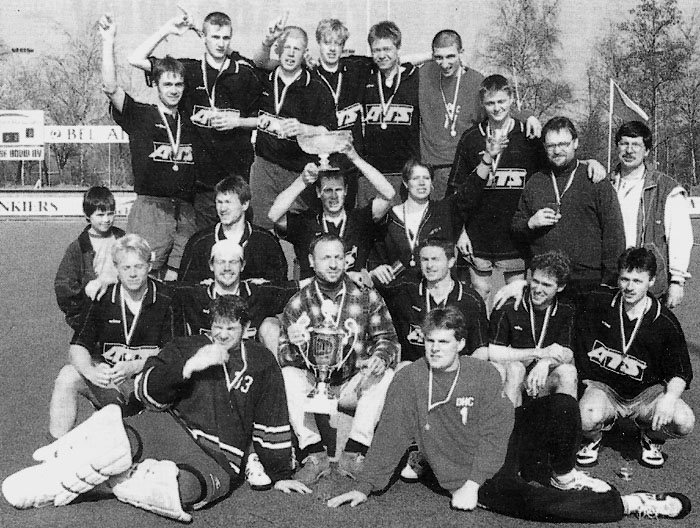
1996 nach dem Finalsieg zum Europapokal der Landesmeister

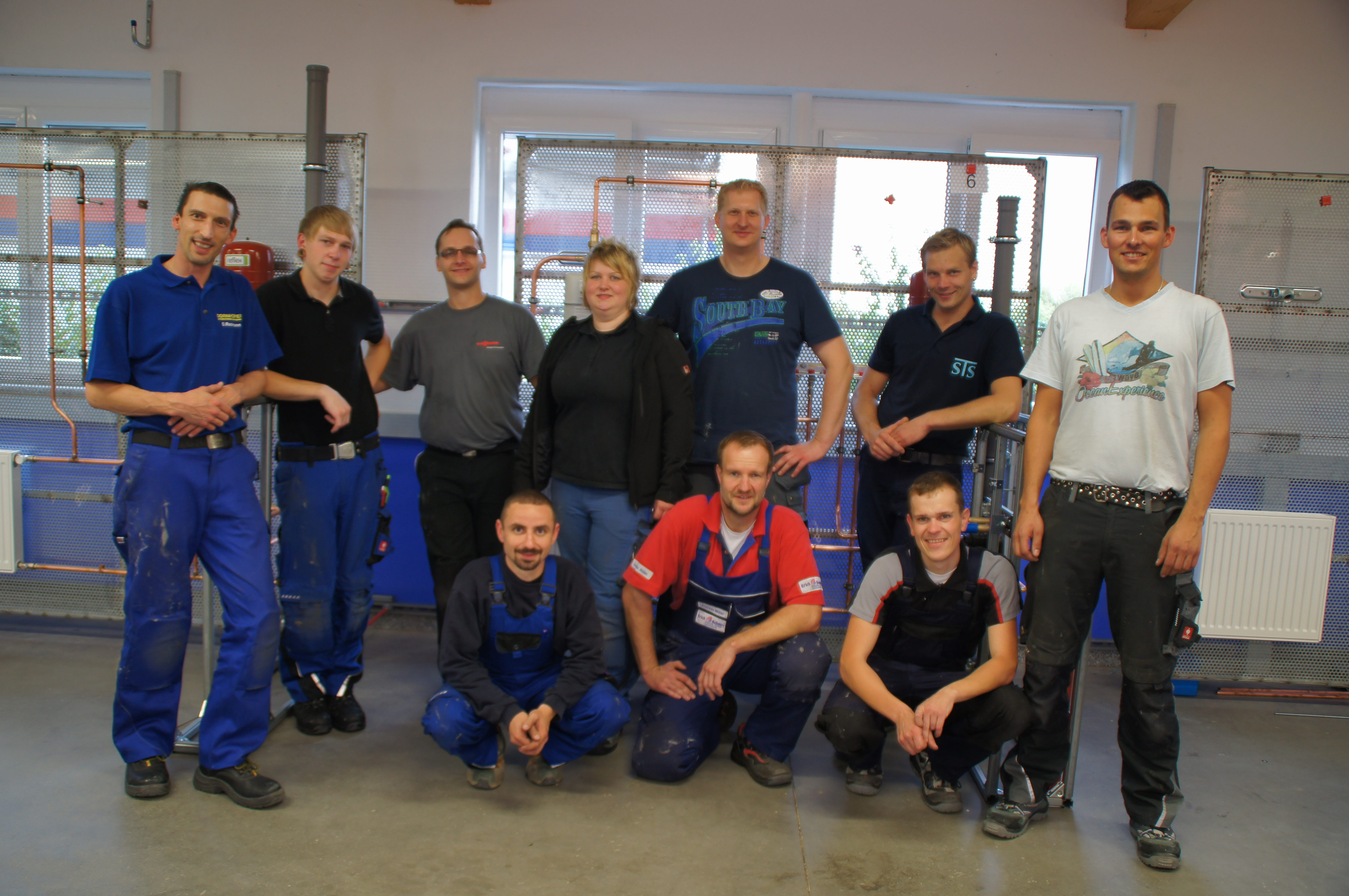
Teilnehmer der deutschen Heizungsbauermeisterschaft

Daniel Radmann (* 26. März 1978 in Bad Kreuznach) ist ein ehemaliger deutscher Hockeyspieler.

## Leben
Radmann begann seine Karriere beim Hockeyverein VfL Bad Kreuznach. Dort wurde er in jungen Jahren vom damaligen Landestrainer Heiner Dopp in die Rheinland-Pfalz Auswahl berufen. 1994 nahm Radmann als Mitglied der U16 an der Europameisterschaft in Edinburgh teil, wo die Mannschaft die Bronzemedaille gewann. Danach wurde Radmann von Berthold Rauth in die U18-Nationalmannschaft einberufen, mit der er 1995 in Santander den 3. Platz erreichte. Es folgten Einsätze in den U18- und der U21-Nationalmannschaften unter den Trainern Forstner und Peters. 1996 war Radmann Teilnehmer an Jugendolympiade in London als Silbermedaillengewinner. Im Jahre 1996 beendete er seine internationale Laufbahn. Daniel Radmann absolvierte 59 Länderspiele im Dress der Auswahl des DHB-Teams.
Als Bundesligaspieler trat er 1995 in die 1. Herrenmannschaft des Dürkheimer HC ein. Er gewann 1995 die Deutsche Meisterschaft der A-Jugend und im gleichen Jahr mit den Herren des Dürkheimer HC den DHB-Pokal und qualifizierte sich für den Europapokal der Landesmeister in Den Haag und wurde Pokalsieger. Im Jahr 1997 wechselte Radmann zum Rüsselsheimer Ruder-Klub 08 unter der Leitung des damaligen Damen-Bundestrainers Berti Rauth und schloss die Saison als Dritter der deutschen Meisterschaften ab. In Rüsselsheim spielte Radmann zwei Jahre, bevor er für den HC Luxemburg tätig wurde. Es folgten noch mehrere Stationen u. a. bei seinem Heimatverein in Bad Kreuznach und in Lüttich (B). Im Jahre 2003/2004 spielte Radmann noch eine Hallensaison unter Rüdiger Hänel beim Bonner THV in der zweiten Bundesliga West als Ausklang seiner Karriere. Insgesamt bestritt Radmann 184 Spiele in der ersten und zweiten Bundesliga sowie 26 Spiele in der belgischen ersten Liga. 
Nach seiner aktiven Zeit war Daniel Radmann als Trainer verschiedener Jugend- und Herrenmannschaften tätig. Seit dem 1. April 2022 ist er Landestrainer der männlichen U16-Auswahlmannschaft des Landeskaders Rheinland-Pfalz/Saar. Außerdem betreibt er eine Hockeyakademie für Kinder und Jugendliche. 
Daniel Radmann ist verheiratet mit Martina Radmann, einer ehemaligen Hockey-Bundesliga-Spielerin (Dürkheimer HC, VfL Bad Kreuznach). Die beiden haben drei Kinder.